# Rolo

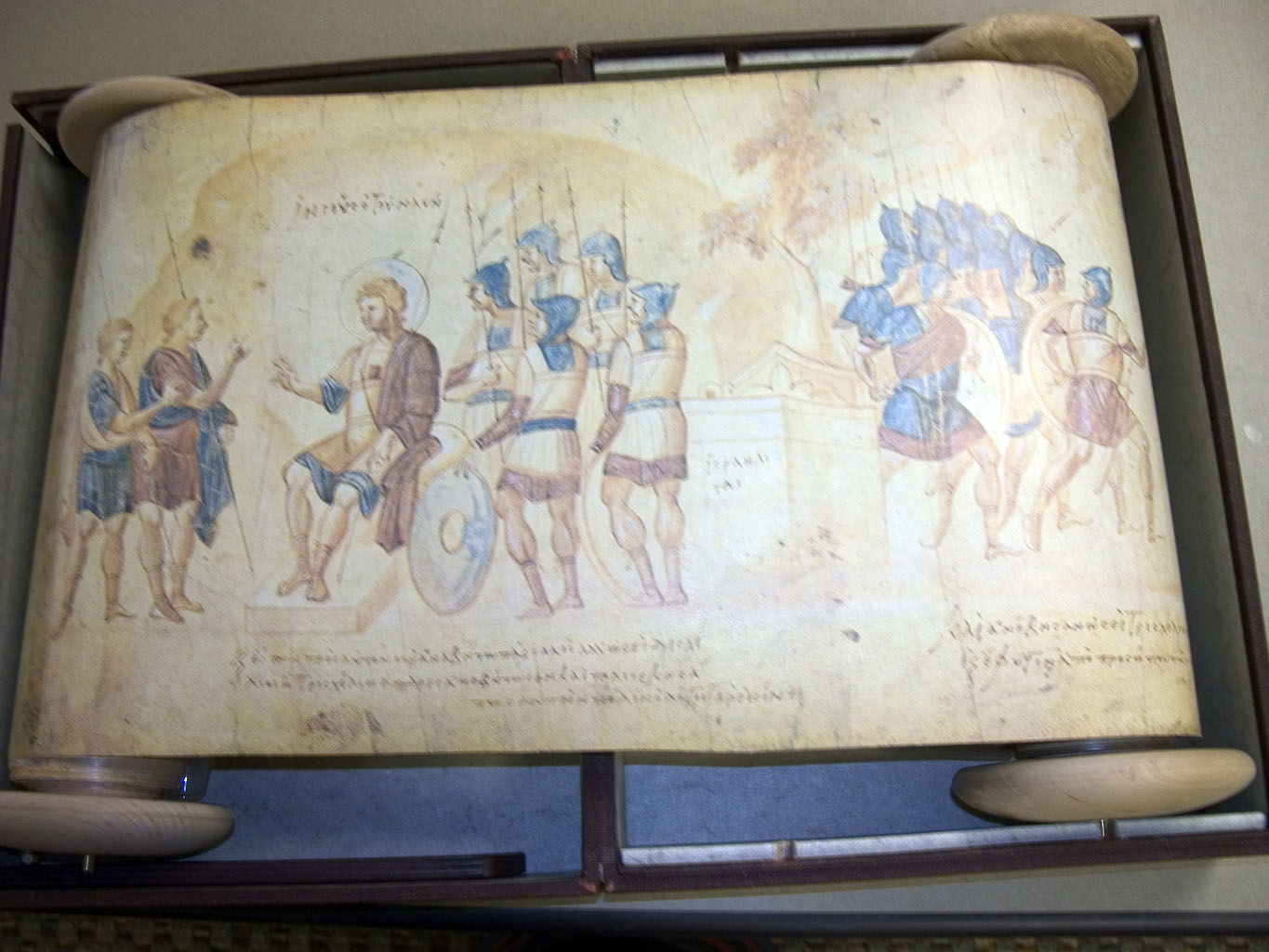
The Joshua Roll, Biblioteca do Vaticano. Um pergaminho iluminado, provavelmente do século XX, criado no império bizantino.

Rolos, de papiro, papel ou pergaminho, entre outros materiais, são um tipo de objetos utilizados como suporte para a escrita de textos e execução de pinturas, entres outros, com o objetivo de transmitir ou manter alguma informação ou mensagem, em alguns casos usado apenas como decoração.
Uma forma especial de rolo, denominado  "whirlwind book", consiste em um bambu com lista de diversas partes de papel enrolado.

## História
Os pergaminhos foram a primeira forma de textos editáveis de manutenção de registros, usados nas antigas civilizações egípcias do Mediterrâneo Oriental. Pergaminhos de pergaminho foram usados pelos israelitas, entre outros, antes que o códice ou livro encadernado com páginas de pergaminho fosse inventado pelos romanos, que se tornou popular por volta do século I d.C. Os pergaminhos eram mais considerados do que os códices até a época romana.
A tinta usada nos rolos de escrita tinha que aderir a uma superfície que era enrolada e desenrolada, então tintas especiais foram desenvolvidas. Mesmo assim, a tinta se desprenderia lentamente dos pergaminhos.

## Estrutura
Um pergaminho geralmente é dividido em páginas, que às vezes são folhas separadas de papiro ou pergaminho coladas nas bordas. Os pergaminhos podem ser divisões marcadas de um rolo contínuo de material de escrita. O pergaminho geralmente é desenrolado de modo que uma página seja exposta de cada vez, para escrita ou leitura, com as páginas restantes enroladas e arrumadas à esquerda e à direita da página visível. O texto é escrito em linhas de cima para baixo da página. Dependendo do idioma, as letras podem ser escritas da esquerda para a direita, da direita para a esquerda ou alternando a direção (boustrophedon).

## Descoberta recente do pergaminho da Torá
O mais antigo rolo de Torá completo foi descoberto armazenado em uma biblioteca acadêmica em Bolonha, Itália, pelo professor Mauro Perani em 2013. Ele foi rotulado erroneamente em 1889 como datando do século XVII, mas Perani suspeitou que fosse realmente mais antigo, pois foi escrito em um escrita babilônica anterior. Dois testes conduzidos por laboratórios da Universidade de Salento, na Itália, e da Universidade de Illinois, nos Estados Unidos, confirmaram que o pergaminho data da segunda metade do século XII ao primeiro quarto do século XIII. Os pergaminhos antigos da Torá são raros porque, quando danificados, deixam de ser usados para liturgias e são enterrados.
O pergaminho é composto por 58 seções de couro de ovelha macio. Tem 36 metros de comprimento e 64 centímetros de largura.

## Tecnologia moderna
A tecnologia moderna pode ajudar na leitura de pergaminhos antigos. Em janeiro de 2015, o software de computador pode estar progredindo na leitura de pergaminhos de Herculano de 2 000 anos, relatam cientistas da computação. Depois de trabalhar por mais de 10 anos para desvendar o conteúdo dos pergaminhos danificados de Herculano, os pesquisadores podem progredir na leitura dos pergaminhos, que não podem ser abertos fisicamente.